# Monsoon Wedding
Monsoon Wedding (Le Mariage des moussons) is een Indiase onafhankelijke film uit 2001. De film won in 2001 een Gouden Leeuw.

## Rolverdeling
| Acteur                | Personage                           |
| --------------------- | ----------------------------------- |
| Naseeruddin Shah      | Lalit Verma                         |
| Tillotama Shome       | Alice                               |
| Vasundhara Das        | Aditi Verma                         |
| Lillete Dubey         | Pimmi Verma                         |
| Vijay Raaz            | Parabatlal Kanhaiyalal 'P.K.' Dubey |
| Dara Singh            | Kanhaiyalal Dubey                   |
| Parvin Dabas          | Hemant Rai                          |
| Kamini Khanna         | Shashi Chadha                       |
| Rajat Kapoor          | Tej Puri                            |
| Kulbhushan Kharbanda  | C.L. Chadha                         |
| Randeep Hooda         | Rahul Chadha                        |
| Neha Dubey            | Ayesha Verma                        |
| Kemaya Kidwai         | Aliya Verma                         |
| Ishaan Nair           | Varun Verma                         |
| Natasha Rastogi       | Sona Verma                          |
| Dibyendu Bhattacharya | Lottery                             |
| Pankaj Jha            | Yadav                               |
| Soni Razdan           | Saroj Rai                           |
| Shefali Shah          | Ria Verma                           |
| Ram Kapoor            | Shelly                              |

## Prijzen en nominaties
| Jaar | Prijs                                                     | Genomineerde(n)           | Uitslag     |
| ---- | --------------------------------------------------------- | ------------------------- | ----------- |
| 2001 | Golden Lion                                               | Mira Nair                 | Gewonnen    |
| 2001 | BAFTA Award for Best Foreign Language Film                | Caroline Baron, Mira Nair | Genomineerd |
| 2002 | BFCA Critics' Choice Award for Best Foreign Language Film | Mira Nair                 | Genomineerd |
| 2002 | Golden Globe Award for Best Foreign Language Film         |                           | Genomineerd |
| 2003 | Satellite Award for Best Foreign Language Film            |                           | Genomineerd |